# Chaconne (Vitali)
De Chaconne in g mineur is een compositie welke wordt toegeschreven aan de Italiaanse componist Tomaso Antonio Vitali, maar evenzogoed een "muzikale hoax" kan zijn. De chaconne is geschreven voor viool met basso continuo.
De chaconne werd voor het eerst gepubliceerd in 1867 door de componist Ferdinand David in een bundel met andere werken van Vitali, genaamd Die Hoch Schule des Violinspiels.
Door de veelvuldige verwisselingen van toonsoort in de chaconne lijkt het werk totaal niet uit de barokperiode te komen en eerder uit de romantiek. Hierdoor rees de vraag op of David het stuk zélf niet had gecomponeerd of anders zwaar had aangepast. David liet de muziekwereld tot zijn dood in het ongewis. Tot op de dag van vandaag zijn we nog niets wijzer geworden op de vraag of Vitali de eigenlijke componist was.
Ondanks de dubieuze authenticiteit is het stuk een populair werk geworden onder violisten. Zo speelde Jascha Heifetz het werk op zijn debuut in de Carnegie Hall in 1917.